# Ieri
Litera Ieri (Ь, ь), de asemenea ortografiată ca Yer', Ierĭ, pronunțată [jerʲ] și cunoscută și ca semnul moale (în rusă: мягкий знак [ˈmʲag.kij znak]), este o literă a alfabetului chirilic. Litera a fost inițial utilizată în scrierea limbii slavone, fiind pronunțată ca un "i" scurt ([ĭ] sau [ʲ]). Ulterior a fost preluată în grafia limbii ruse, marcând pronunțarea "moale", adică cu palatalizare, a consoanei anterioare.
În grafia modernă a limbii ruse, semnul <ь> este folosit în continuare pentru a marca palatalizarea consoanei care îl precede.
În vremea scrierii limbii române cu alfabetul chirilic, semnul <ь> corespundea sunetului [ʲ] de la sfârșitul cuvintelor, ca de exemplu "ani" sau "napi".
În limba bulgară, semnul <ь> este pronunțat la fel ca în limba rusă [ʲ], deși se întrebuințează mult mai rar. Litera poartă numele de er malăk ("ер малък").